# Nikiforowka (obwód kurski)
Nikiforowka (ros. Никифоровка) – wieś (ros. деревня, trb. dieriewnia) w zachodniej Rosji, w sielsowiecie naumowskim rejonu konyszowskiego w obwodzie kurskim.

## Geografia
Miejscowość położona jest nad Czmaczą (lewy dopływ Swapy), 1 km od centrum administracyjnego sielsowietu (Naumowka), 14 km na północny zachód od centrum administracyjnego rejonu (Konyszowka), 75 km na północny zachód od Kurska.
We wsi znajduje się 71 posesji.
Klimat
Miejscowość, jak i cały rejon, znajduje się w strefie klimatu kontynentalnego z łagodnym ciepłym latem i równomiernie rozłożonymi opadami rocznymi (Dfb w klasyfikacji klimatów Köppena).

## Demografia
W 2010 r. wieś zamieszkiwały 83 osoby.